# Slavski Laz
Slavski Laz je naselje v Občini Kostel.
Slavski Laz leži okoli 2 km vzhodno od Fare ob krajevni cesti nad ravnico reke Kolpe.